# ОМШ „Др Војислав Вучковић” Чачак
Основна музичка школа „Др Војислав Вучковић” почела је са радом 1. октобра 1952. године, као Нижа музичка школа при КУД „Абрашевић” у Чачку. Школа носи име по Др Војиславу Вучковићу, српском музикологу, композитору и диригенту.
Касније, 1953. године, на предлог Савета за просвету и културу градске општине, Народни одбор градске општине у Чачку, донео је решење да се у Чачку оснује Нижа музичка школа. Уједно, наложено је Секретаријату за просвету и културу да прибави сагласност Републичког савета за просвету и културу за оснивање и рад ниже музичке школе. Та сагласност је добијена и од 1. јануара 1954. године Нижа музичка школа у Чачку званично је постала државна установа. 

## Школа данас
Школа данас има у свом саставу и 3 издвојена одељења: у Горњем Милановцу, Лучанима и Гучи. У школи постоји једанаест одсека на којима се ученици образују: клавир, хармоника, флаута, кларинет, саксофон, труба, виолина, виолончело, гитара, ренесансна харфа и соло певање. Од септембра 2006. године, после добијања Сагласности од Министарства просвете и спорта републике Србије, у оквиру школе почиње са радом и одељење средње музичке школе у два образовна профила: музички извођач и музички сарадник.
Велики број ученика учествује на републичким и међународним такмичењима о чему говори и број освојених награда и назива ЛАУРЕАТ. У школи постоји хор ученика основне школе, хор ученика средње школе, гудачки оркестар и оркестар хармоника, а у плану је и организовање симфонијског оркестра. 